# Jaroslav I di Kiev
Jaroslav I Vladimirovič, detto il Saggio (in slavo ecclesiastico antico Ꙗрославъ Володимѣровичъ, Jaroslavŭ Volodiměrovičŭ; in russo Ярослав Владимирович Мудрый?, Jaroslav Vladimirovič Mudryĭ; in ucraino Ярослав Володимирович Мудрий?, Jaroslav Volodymyrovič Mudryĭ; in antico norvegese Jarizleifr Valdamarsson; Kiev, 978 – Vyšhorod, 20 febbraio 1054), fu sovrano della Rus' di Kiev dal 1019 al 1054; era figlio di Vladimir I e di Rogneda di Polack.

## Biografia

### Ascesa al trono
I primi anni vissuti da Jaroslav restano avvolti nel mistero. Era uno dei numerosi figli di Vladimir I di Kiev, probabilmente il secondo nato dall'unione con Rogneda di Polack. Nella sua giovinezza fu inviato dal padre a governare le regioni settentrionali intorno a Rostov Velikij e venne in seguito trasferito a Velikij Novgorod quando divenne in età per diventare principe ereditario nel 1010. Durante questo periodo fondò la città di Jaroslavl' sulle rive del fiume Volga.
Dopo un lungo periodo di tensioni con suo padre, nel 1014 Jaroslav si rifiutò di pagare il suo tributo di 2 000 hryvni e solo la morte di Vladimir nel 1015 scongiurò una guerra tra i due. Nei successivi quattro anni Jaroslav portò avanti una guerra spietata e sanguinosa contro suo fratello Svjatopolk per il dominio sul territorio di Kiev.
Alla morte del gran principe Vladimir scoppiarono lotte e contrasti tra i figli. Nicolas de Baumgarten, studioso di questo periodo, ha segnalato in Svjatoslav, Boris, Gleb, Mstislav, Jaroslav e Svjatopolk i figli di Vladimir che giocarono un ruolo importante in queste lotte.
Quando morì Vladimir, Jaroslav si trovava a Novgorod, Svjatoslav a Suzdal', Boris a Rostov, Gleb a Murom e Svjatopolk a Turov. Secondo il diritto ereditario, il figlio maggiore Svjatopolk sarebbe dovuto diventare gran principe di Kiev, ma Svjatopolk, per evitare contrasti, fece uccidere Boris, Gleb e Svjatoslav. A questo punto Jaroslav, il secondogenito, «indispettito da questi fatti» (Cronaca degli anni passati), ma forse soprattutto per la paura di essere attaccato da Svjatopolk, si armò e si preparò a sostenere un attacco.
Le cronache di Novgorod ci informano che non c'erano buoni rapporti tra Jaroslav e i suoi cittadini di Novgorod, perché la sua družina aveva violentato alcune donne della città e i responsabili non erano stati puniti. Forse la družina godeva di una certa immunità, forse a quell'epoca era ancora composta da Variaghi che quindi erano giudicati secondo il diritto germanico. Jaroslav decide quindi di fare lui stesso pubblica ammenda davanti alla Veče nella cattedrale di San Giorgio a Novgorod, pagando un risarcimento alle famiglie. La Veče accettò queste scuse e decise di arruolare un esercito agli ordini di Jaroslav per opporsi a Svjatopolk.
Svjatopolk, per essere sicuro di vincere contro Jaroslav, non si limitò a mettere in campo il suo esercito di Turov e quello di Kiev, ma si alleò anche con i Peceneghi e con il suocero, il re polacco Boleslao. Facendo questo, Svjatoslav si stava alleando con un popolo pagano e con i cristiani latini: le Cronache denunciano perciò che questa era chiaramente un'alleanza "contro la Chiesa". La vendetta per l'uccisione dei fratelli Boris e Gleb fu un altro dei motivi portati avanti da Jaroslav contro suo fratello sventolando la bandiera della "crociata" contro il traditore fratricida.
La battaglia tra Svjatopolk e Jaroslav avvenne nel 1017 presso il fiume Bug, poco a nord di Kiev. La battaglia venne vinta da Svjatopolk, ma Jaroslav riuscì a riparare nella roccaforte di Novgorod.
A questo punto, però, l'alleanza di Svjatopolk venne meno. I Peceneghi mostrarono chiaramente la loro intenzione di conquistare o almeno saccheggiare Kiev; Svjatopolk li massacrò. Anche la città di Turov pensava di estendere il proprio dominio su Kiev, e per questo Svjatopolk attaccò la sua città di origine. I Polacchi fecero intendere che volevano conquistare Kiev: Svjatopolk dovette fare sollevare la popolazione di tutte le cittadine che Boleslao aveva già conquistato nella sua marcia verso Kiev; Boleslao, pur non essendo stato sconfitto militarmente, ritenne più sicuro ripiegare in Polonia. Di tutta questa situazione riuscì ad approfittare Jaroslav, che ottenne persino l'appoggio degli abitanti di Kiev. La battaglia decisiva avvenne nel 1019 sul fiume Al'ta: Svjatopolk venne ucciso e Jaroslav entrò a Kiev come nuovo principe.
L'ultimo fratello, Mstislav, si trovava a Tmutarakan', in una zona quanto mai remota nel sud della Rus', dove godeva di un potere quasi assoluto. Fu Jaroslav che, temendo un improbabile tentativo del fratello di conquistare Kiev, attaccò Mstislav sul fiume Psël nel 1026. La battaglia venne vinta da Mstislav; Jaroslav riuscì a salvarsi a Kiev, ma Mstislav, non conoscendo l'entità delle perdite di Jaroslav, preferì evitare di attaccarlo e ritornò a Tmutarakan'. Un paio di anni dopo (1029-1030) si giunse a un accordo di pace. Nel 1036 Mstislav morì di morte naturale e Jaroslav divenne effettivamente gran principe di tutta la Rus', inglobando automaticamente le terre di Mstislav per sé (senza neanche assegnarle ad un suo figlio, come avrebbe previsto la prassi).

### Gran principe di Kiev

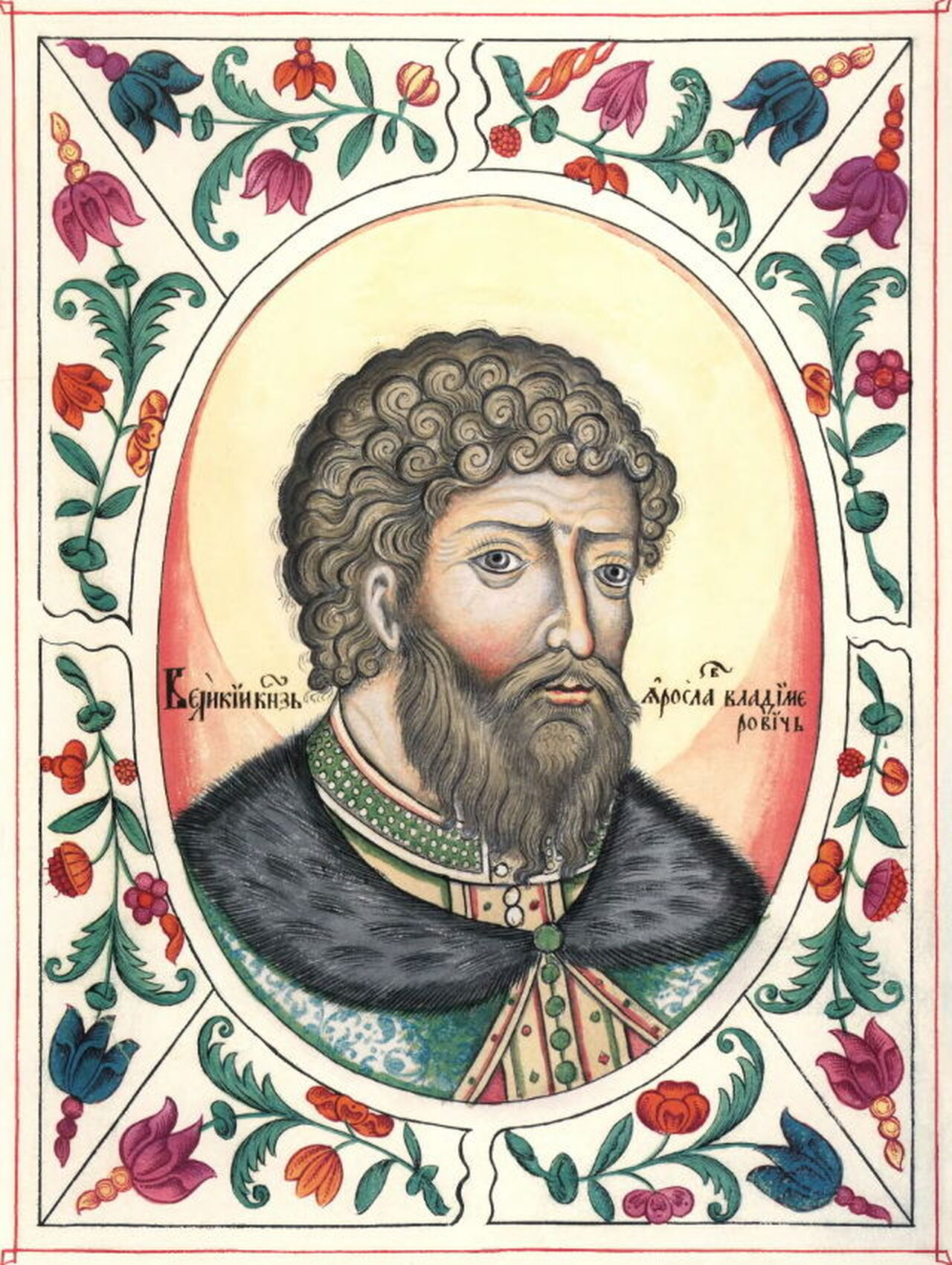
Ritratto immaginario di Jaroslav. Tsarsky titulyarnik (1672)

Una delle sue prime azioni come gran principe fu quello di ricompensare la lealtà dei suoi cittadini di Novgorod, che lo avevano aiutato a riguadagnare il potere, donando loro numerosi privilegi e concessioni dando di fatto vita al potente stato feudale russo della Repubblica feudale di Novgorod.
L'urgenza più grande per la Rus' di Kiev, dopo gli anni di guerra civile, era quella di ristabilire i traffici commerciali. Nel 1043 Jaroslav affidò al figlio Vladimir la guida di una spedizione contro Costantinopoli. Vladimir vinse sulla terraferma, ma come al solito venne sconfitto sul mare e non riuscì a conquistare la città. La guerra durò, a fasi alterne, dal 1043 al 1046, e si chiuse con un esito incerto. D'altra parte, come sostiene lo storico Henryk Łowmiański, i Russi non avevano neanche particolare interesse commerciale ad una vera sconfitta di Costantinopoli.
Verso il 1046 vennero, quindi, stabiliti degli accordi commerciali, abbastanza vantaggiosi per i Russi anche se non favorevoli quanto quelli stabiliti da Ol'ga nel 911. Venne anche stabilita una tregua trentennale e un patto di non aggressione reciproca (puntualmente non rispettato negli anni seguenti).
A dispetto della lotta fratricida intrapresa per la sua ascesa al potere e la scarsa legittimità del suo trono, Nestore di Pečers'k e gli altri cronachisti dell'epoca presentarono la figura di questo sovrano come di un modello di virtù, al punto tale da ottenere il titolo di Jaroslav il Saggio. Tuttavia un lato più oscuro della sua personalità può emergere dal fatto che fece imprigionare a vita suo fratello minore Sudislav.
Inoltre le fonti (soprattutto quattro: la Cronaca di Halyč, quella di Rostov, quella di Volinia e quella di Murom) riferiscono che la Rus' era diventata luogo di asilo per molti personaggi provenienti dall'Occidente (molti "Franchi" dicono le fonti).
L'attività edilizia era imponente (chiese di Santa Sofia, dell'Annunciazione, di Santa Irene), come pure la produzione di icone. Si costruirono anche monasteri (soprattutto il monastero delle Grotte) e palazzi. Le cronache occidentali (Tietmaro di Merseburgo, l'"anonimo gallo", etc.) parlano della Kiev del tempo come della "città dalle cento cupole". Il paterik (cronaca scandita dalla successione degli igumeni) del monastero delle Grotte dice che a Kiev c'erano "più di cinquecento chiese" (lo storico gesuita tedesco Gerhard Podskalsky ha però dimostrato che in questo numero vanno comprese anche le numerose cappelle private). Soprattutto fu edificata intorno a Kiev una duplice difesa di mura sul modello di Costantinopoli, al posto della palizzata precedente: si passava dal legno alla pietra, abbandonando ogni traccia di nomadismo.
Furono aperti numerosi mercati, con traffici con Costantinopoli, con l'Occidente (persino con la penisola Iberica), con il Nord Europa e addirittura con le regioni oltre il mar Caspio. Potrebbe esserci un collegamento tra l'arrivo di esuli politici e questa espansione dei commerci internazionali; purtroppo le fonti non ci dicono se questi mercanti commerciassero per conto proprio o in nome dei loro Paesi di provenienza.

### Sviluppo culturale sotto il suo regno
Jaroslav ebbe il soprannome di "Saggio" (in russo Му́дрый?, pron. /ˈmudrɨj/) perché, mentre suo padre Vladimir era del tutto analfabeta, egli ebbe dei maestri bizantini e serbi che gli insegnarono a leggere e scrivere in greco e in slavo ecclesiastico (nella versione slavo-meridionale serba).
Jaroslav acquistò dall'Impero bizantino e dalla Slavia meridionale (Bulgaria, Serbia, Macedonia, etc.) dei codici, e tenne a suo servizio dei copisti che ininterrottamente trascrivevano dei testi "prestati" dai possessori.
Il suo nome è legato anche ai progressi che si fecero nel campo della giurisprudenza, perché si passò da un diritto consuetudinario a un diritto codificato. Verso il 1050 venne compilata la Russkaja Pravda (in russo Русская правда, in ucraino Руська Правда), una raccolta di leggi sul modello giustinianeo, realizzata dai chierici regolari e secolari che lavoravano alla corte di Jaroslav. Nella Russkaja Pravda si trovano perciò influenze greco-bizantine, slave, e persino occidentali (non si è capito il motivo, ma si sono trovate delle leggi molto simili a quelle dei Longobardi). Boris Rybakov parla di una "grande novità" della Russkaja Pravda, il diritto di successione ereditaria al potere politico per via orizzontale: il titolo di gran principe non si trasmette più da padre a figlio, ma tra i fratelli del gran principe.

## Ascendenza
|                         |   |                | Genitori |  |  | Nonni |  |  | Bisnonni           |  |  | Trisnonni |  |
|                         |   |                |          |  |  |       |  |  | Igor' I Rjurikovič |  |  | Rjurik    |  |
|                         |   |                |          |  |  |       |  |  | Igor' I Rjurikovič |  |  | Rjurik    |  |
|                         |   | Efanda         |          |  |  |       |  |  | Igor' I Rjurikovič |  |  |           |  |
| Svjatoslav I Igorevič   |   |                |          |  |  |       |  |  | Igor' I Rjurikovič |  |  |           |  |
|                         |   | Olga di Kiev   | …        |  |  |       |  |  |                    |  |  |           |  |
|                         |   | Olga di Kiev   | …        |  |  |       |  |  |                    |  |  |           |  |
|                         |   | Olga di Kiev   | …        |  |  |       |  |  |                    |  |  |           |  |
| Vladimir I Svjatoslavič |   | Olga di Kiev   |          |  |  |       |  |  |                    |  |  |           |  |
|                         |   | Malk Ljubčanin | Niskinja |  |  |       |  |  |                    |  |  |           |  |
|                         |   | Malk Ljubčanin | Niskinja |  |  |       |  |  |                    |  |  |           |  |
|                         |   | Malk Ljubčanin | …        |  |  |       |  |  |                    |  |  |           |  |
| Maluša                  |   | Malk Ljubčanin |          |  |  |       |  |  |                    |  |  |           |  |
|                         |   | …              | …        |  |  |       |  |  |                    |  |  |           |  |
|                         |   | …              | …        |  |  |       |  |  |                    |  |  |           |  |
|                         |   | …              | …        |  |  |       |  |  |                    |  |  |           |  |
| Jaroslav I Vladimirovič |   | …              |          |  |  |       |  |  |                    |  |  |           |  |
|                         | … | …              |          |  |  |       |  |  |                    |  |  |           |  |
|                         | … | …              |          |  |  |       |  |  |                    |  |  |           |  |
|                         | … | …              |          |  |  |       |  |  |                    |  |  |           |  |
| Rogvolod                | … |                |          |  |  |       |  |  |                    |  |  |           |  |
|                         |   | …              | …        |  |  |       |  |  |                    |  |  |           |  |
|                         |   | …              | …        |  |  |       |  |  |                    |  |  |           |  |
|                         |   | …              | …        |  |  |       |  |  |                    |  |  |           |  |
| Rogneda Rogvolodovna    |   | …              |          |  |  |       |  |  |                    |  |  |           |  |
|                         |   | …              | …        |  |  |       |  |  |                    |  |  |           |  |
|                         |   | …              | …        |  |  |       |  |  |                    |  |  |           |  |
|                         |   | …              | …        |  |  |       |  |  |                    |  |  |           |  |
| …                       |   | …              |          |  |  |       |  |  |                    |  |  |           |  |
|                         |   | …              | …        |  |  |       |  |  |                    |  |  |           |  |
|                         |   | …              | …        |  |  |       |  |  |                    |  |  |           |  |
|                         |   | …              | …        |  |  |       |  |  |                    |  |  |           |  |
|                         |   | …              |          |  |  |       |  |  |                    |  |  |           |  |

## Discendenza
Il principato di Kiev cominciò ad ottenere un prestigio grande anche in Occidente, grazie a un'accorta politica matrimoniale. Jaroslav sposò Ingegerd Olofsdotter, figlia del re Olaf Skotkonung di Svezia e in seguito Astrid, un'altra figlia di Olaf Skotkonung. Sua sorella Maria sposò Casimiro I il Rinnovatore, re di Polonia, e delle figlie di Jaroslav Elisabetta sposò il re di Norvegia Harald III, Anna il re di Francia Enrico I e Anastasia il re d'Ungheria Andrea I. Jaroslav cercava così di stabilire alleanze verso nord (per non avere concorrenti commerciali) e verso ovest (per contrastare la spinta verso oriente dei Tedeschi).
Jaroslav ebbe tre figlie e sette figli. Solo Anastasia era figlia di Astrid.
- Vladimir II (1020 – 1052). Principe di Novgorod (1036- 1052)
- Izjaslav I (1024 – 1078)
- Svjatoslav II (1027 – 1076)
- Vsevolod, (1030 – 1093). Principe di Kiev (1076 – 1093), sposa Irina, figlia Costantino IX Monomaco di Bisanzio.
- Igor (1036 – 1060), principe di Vladimir, Volin e Smolensk
- Vjačeslav (1036 – 1057), principe di Smolensk
- Il'ja (? - 1020), principe di Novgorod
- Anna Jaroslavna, andata in sposa a Enrico I di Francia
- Elisabetta di Kiev, in sposa a Harald III di Norvegia e nota come Ellisif di Gardarike
- Anastasia di Kiev, andata in sposa ad Andrea I d'Ungheria

Una nipote di Jaroslav, Eupraxia, figlia di Vsevolod I, fu prima moglie di Enrico I il Lungo, margravio della Marca del Nord, figlio di Lotario Udo II, e poi, dopo essersi ritirata in convento, ne uscì per divenire la seconda moglie di Enrico IV imperatore del Sacro Romano Impero.

### Albero genealogico
Segue un albero genealogico dei discendenti di Jaroslav il Saggio fino al sacco di Kiev del 1169.
|                |                |                |                |                |                |  |  |                                         |                                         |                                         |                                         |                                         |                                         |               |               |                    |                    |                    |                    |                                   |                                   |                                   |                                   | Volodimeroviči Jaroslav I Vladimirovič |                                   |  |  |  |  |                                     |                                     |                                     |                                     |                                     |                                     |  |  |                                 |                                 |                                 |                                 |                                 |                                 |  |  |                     |                     |                     |                     |                     |                     |  |  |                                      |                                      |                                      |                                      |                                      |                                      |  |  |         |         |         |         |         |         |  |  |  |  |  |  |  |  |  |  |  |  |  |  |  |  |  |  |  |  |  |  |  |  |  |  |  |  |  |  |  |  |  |  |  |  |  |  |  |  |
|                |                |                |                |                |                |  |  |                                         |                                         |                                         |                                         |                                         |                                         |               |               |                    |                    |                    |                    |                                   |                                   |                                   |                                   |                                        |                                   |  |  |  |  |                                     |                                     |                                     |                                     |                                     |                                     |  |  |                                 |                                 |                                 |                                 |                                 |                                 |  |  |                     |                     |                     |                     |                     |                     |  |  |                                      |                                      |                                      |                                      |                                      |                                      |  |  |         |         |         |         |         |         |  |  |  |  |  |  |  |  |  |  |  |  |  |  |  |  |  |  |  |  |  |  |  |  |  |  |  |  |  |  |  |  |  |  |  |  |  |  |  |  |
|                |                |                |                |                |                |  |  |                                         |                                         |                                         |                                         |                                         |                                         |               |               |                    |                    |                    |                    |                                   |                                   |                                   |                                   |                                        |                                   |  |  |  |  |                                     |                                     |                                     |                                     |                                     |                                     |  |  |                                 |                                 |                                 |                                 |                                 |                                 |  |  |                     |                     |                     |                     |                     |                     |  |  |                                      |                                      |                                      |                                      |                                      |                                      |  |  |         |         |         |         |         |         |  |  |  |  |  |  |  |  |  |  |  |  |  |  |  |  |  |  |  |  |  |  |  |  |  |  |  |  |  |  |  |  |  |  |  |  |  |  |  |  |
|                |                |                |                |                |                |  |  |                                         |                                         |                                         |                                         | Svjatoslav II                           | Svjatoslav II                           | Svjatoslav II | Svjatoslav II | Svjatoslav II      | Svjatoslav II      |                    |                    |                                   |                                   |                                   |                                   |                                        |                                   |  |  |  |  |                                     |                                     |                                     |                                     |                                     |                                     |  |  | Vsevolod I                      | Vsevolod I                      | Vsevolod I                      | Vsevolod I                      | Vsevolod I                      | Vsevolod I                      |  |  |                     |                     |                     |                     |                     |                     |  |  |                                      |                                      |                                      |                                      |                                      |                                      |  |  |         |         |         |         |         |         |  |  |  |  |  |  |  |  |  |  |  |  |  |  |  |  |  |  |  |  |  |  |  |  |  |  |  |  |  |  |  |  |  |  |  |  |  |  |  |  |
|                |                |                |                |                |                |  |  |                                         |                                         |                                         |                                         | Svjatoslav II                           | Svjatoslav II                           | Svjatoslav II | Svjatoslav II | Svjatoslav II      | Svjatoslav II      |                    |                    |                                   |                                   |                                   |                                   |                                        |                                   |  |  |  |  |                                     |                                     |                                     |                                     |                                     |                                     |  |  | Vsevolod I                      | Vsevolod I                      | Vsevolod I                      | Vsevolod I                      | Vsevolod I                      | Vsevolod I                      |  |  |                     |                     |                     |                     |                     |                     |  |  |                                      |                                      |                                      |                                      |                                      |                                      |  |  |         |         |         |         |         |         |  |  |  |  |  |  |  |  |  |  |  |  |  |  |  |  |  |  |  |  |  |  |  |  |  |  |  |  |  |  |  |  |  |  |  |  |  |  |  |  |
|                |                |                |                |                |                |  |  |                                         |                                         |                                         |                                         |                                         |                                         |               |               |                    |                    |                    |                    |                                   |                                   |                                   |                                   |                                        |                                   |  |  |  |  |                                     |                                     |                                     |                                     |                                     |                                     |  |  |                                 |                                 |                                 |                                 |                                 |                                 |  |  |                     |                     |                     |                     |                     |                     |  |  |                                      |                                      |                                      |                                      |                                      |                                      |  |  |         |         |         |         |         |         |  |  |  |  |  |  |  |  |  |  |  |  |  |  |  |  |  |  |  |  |  |  |  |  |  |  |  |  |  |  |  |  |  |  |  |  |  |  |  |  |
|                |                |                |                |                |                |  |  | Olgoviči di Černiniv Oleg I di Černiniv | Olgoviči di Černiniv Oleg I di Černiniv | Olgoviči di Černiniv Oleg I di Černiniv | Olgoviči di Černiniv Oleg I di Černiniv | Olgoviči di Černiniv Oleg I di Černiniv | Olgoviči di Černiniv Oleg I di Černiniv |               |               | Davide di Černiniv | Davide di Černiniv | Davide di Černiniv | Davide di Černiniv | Davide di Černiniv                | Davide di Černiniv                |                                   |                                   |                                        |                                   |  |  |  |  |                                     |                                     |                                     |                                     |                                     |                                     |  |  | Monomachi Vladimiro II Monomaco | Monomachi Vladimiro II Monomaco | Monomachi Vladimiro II Monomaco | Monomachi Vladimiro II Monomaco | Monomachi Vladimiro II Monomaco | Monomachi Vladimiro II Monomaco |  |  |                     |                     |                     |                     |                     |                     |  |  |                                      |                                      |                                      |                                      |                                      |                                      |  |  |         |         |         |         |         |         |  |  |  |  |  |  |  |  |  |  |  |  |  |  |  |  |  |  |  |  |  |  |  |  |  |  |  |  |  |  |  |  |  |  |  |  |  |  |  |  |
|                |                |                |                |                |                |  |  | Olgoviči di Černiniv Oleg I di Černiniv | Olgoviči di Černiniv Oleg I di Černiniv | Olgoviči di Černiniv Oleg I di Černiniv | Olgoviči di Černiniv Oleg I di Černiniv | Olgoviči di Černiniv Oleg I di Černiniv | Olgoviči di Černiniv Oleg I di Černiniv |               |               | Davide di Černiniv | Davide di Černiniv | Davide di Černiniv | Davide di Černiniv | Davide di Černiniv                | Davide di Černiniv                |                                   |                                   |                                        |                                   |  |  |  |  |                                     |                                     |                                     |                                     |                                     |                                     |  |  | Monomachi Vladimiro II Monomaco | Monomachi Vladimiro II Monomaco | Monomachi Vladimiro II Monomaco | Monomachi Vladimiro II Monomaco | Monomachi Vladimiro II Monomaco | Monomachi Vladimiro II Monomaco |  |  |                     |                     |                     |                     |                     |                     |  |  |                                      |                                      |                                      |                                      |                                      |                                      |  |  |         |         |         |         |         |         |  |  |  |  |  |  |  |  |  |  |  |  |  |  |  |  |  |  |  |  |  |  |  |  |  |  |  |  |  |  |  |  |  |  |  |  |  |  |  |  |
|                |                |                |                |                |                |  |  |                                         |                                         |                                         |                                         |                                         |                                         |               |               |                    |                    |                    |                    |                                   |                                   |                                   |                                   |                                        |                                   |  |  |  |  |                                     |                                     |                                     |                                     |                                     |                                     |  |  |                                 |                                 |                                 |                                 |                                 |                                 |  |  |                     |                     |                     |                     |                     |                     |  |  |                                      |                                      |                                      |                                      |                                      |                                      |  |  |         |         |         |         |         |         |  |  |  |  |  |  |  |  |  |  |  |  |  |  |  |  |  |  |  |  |  |  |  |  |  |  |  |  |  |  |  |  |  |  |  |  |  |  |  |  |
| Vsevolod II    | Vsevolod II    | Vsevolod II    | Vsevolod II    | Vsevolod II    | Vsevolod II    |  |  | Igor II                                 | Igor II                                 | Igor II                                 | Igor II                                 | Igor II                                 | Igor II                                 |               |               | Izjaslav III       | Izjaslav III       | Izjaslav III       | Izjaslav III       | Izjaslav III                      | Izjaslav III                      |                                   |                                   |                                        |                                   |  |  |  |  | Mstislavič Mstislav I               | Mstislavič Mstislav I               | Mstislavič Mstislav I               | Mstislavič Mstislav I               | Mstislavič Mstislav I               | Mstislavič Mstislav I               |  |  | Jaropolk II                     | Jaropolk II                     | Jaropolk II                     | Jaropolk II                     | Jaropolk II                     | Jaropolk II                     |  |  | Vjačeslav           | Vjačeslav           | Vjačeslav           | Vjačeslav           | Vjačeslav           | Vjačeslav           |  |  | Jur'evič di Suzdal' Jurij Dolgorukij | Jur'evič di Suzdal' Jurij Dolgorukij | Jur'evič di Suzdal' Jurij Dolgorukij | Jur'evič di Suzdal' Jurij Dolgorukij | Jur'evič di Suzdal' Jurij Dolgorukij | Jur'evič di Suzdal' Jurij Dolgorukij |  |  |         |         |         |         |         |         |  |  |  |  |  |  |  |  |  |  |  |  |  |  |  |  |  |  |  |  |  |  |  |  |  |  |  |  |  |  |  |  |  |  |  |  |  |  |  |  |
| Vsevolod II    | Vsevolod II    | Vsevolod II    | Vsevolod II    | Vsevolod II    | Vsevolod II    |  |  | Igor II                                 | Igor II                                 | Igor II                                 | Igor II                                 | Igor II                                 | Igor II                                 |               |               | Izjaslav III       | Izjaslav III       | Izjaslav III       | Izjaslav III       | Izjaslav III                      | Izjaslav III                      |                                   |                                   |                                        |                                   |  |  |  |  | Mstislavič Mstislav I               | Mstislavič Mstislav I               | Mstislavič Mstislav I               | Mstislavič Mstislav I               | Mstislavič Mstislav I               | Mstislavič Mstislav I               |  |  | Jaropolk II                     | Jaropolk II                     | Jaropolk II                     | Jaropolk II                     | Jaropolk II                     | Jaropolk II                     |  |  | Vjačeslav           | Vjačeslav           | Vjačeslav           | Vjačeslav           | Vjačeslav           | Vjačeslav           |  |  | Jur'evič di Suzdal' Jurij Dolgorukij | Jur'evič di Suzdal' Jurij Dolgorukij | Jur'evič di Suzdal' Jurij Dolgorukij | Jur'evič di Suzdal' Jurij Dolgorukij | Jur'evič di Suzdal' Jurij Dolgorukij | Jur'evič di Suzdal' Jurij Dolgorukij |  |  |         |         |         |         |         |         |  |  |  |  |  |  |  |  |  |  |  |  |  |  |  |  |  |  |  |  |  |  |  |  |  |  |  |  |  |  |  |  |  |  |  |  |  |  |  |  |
|                |                |                |                |                |                |  |  |                                         |                                         |                                         |                                         |                                         |                                         |               |               |                    |                    |                    |                    |                                   |                                   |                                   |                                   |                                        |                                   |  |  |  |  |                                     |                                     |                                     |                                     |                                     |                                     |  |  |                                 |                                 |                                 |                                 |                                 |                                 |  |  |                     |                     |                     |                     |                     |                     |  |  |                                      |                                      |                                      |                                      |                                      |                                      |  |  |         |         |         |         |         |         |  |  |  |  |  |  |  |  |  |  |  |  |  |  |  |  |  |  |  |  |  |  |  |  |  |  |  |  |  |  |  |  |  |  |  |  |  |  |  |  |
| Svjatoslav III | Svjatoslav III | Svjatoslav III | Svjatoslav III | Svjatoslav III | Svjatoslav III |  |  |                                         |                                         |                                         |                                         |                                         |                                         |               |               |                    |                    |                    |                    | Izjaslavič di Volinia Izjaslav II | Izjaslavič di Volinia Izjaslav II | Izjaslavič di Volinia Izjaslav II | Izjaslavič di Volinia Izjaslav II | Izjaslavič di Volinia Izjaslav II      | Izjaslavič di Volinia Izjaslav II |  |  |  |  | Rostislavič di Smolensk Rostislav I | Rostislavič di Smolensk Rostislav I | Rostislavič di Smolensk Rostislav I | Rostislavič di Smolensk Rostislav I | Rostislavič di Smolensk Rostislav I | Rostislavič di Smolensk Rostislav I |  |  | Vladimiro III                   | Vladimiro III                   | Vladimiro III                   | Vladimiro III                   | Vladimiro III                   | Vladimiro III                   |  |  | Andrea Bogoljubskij | Andrea Bogoljubskij | Andrea Bogoljubskij | Andrea Bogoljubskij | Andrea Bogoljubskij | Andrea Bogoljubskij |  |  | Gleb                                 | Gleb                                 | Gleb                                 | Gleb                                 | Gleb                                 | Gleb                                 |  |  | Michele | Michele | Michele | Michele | Michele | Michele |  |  |  |  |  |  |  |  |  |  |  |  |  |  |  |  |  |  |  |  |  |  |  |  |  |  |  |  |  |  |  |  |  |  |  |  |  |  |  |  |
| Svjatoslav III | Svjatoslav III | Svjatoslav III | Svjatoslav III | Svjatoslav III | Svjatoslav III |  |  |                                         |                                         |                                         |                                         |                                         |                                         |               |               |                    |                    |                    |                    | Izjaslavič di Volinia Izjaslav II | Izjaslavič di Volinia Izjaslav II | Izjaslavič di Volinia Izjaslav II | Izjaslavič di Volinia Izjaslav II | Izjaslavič di Volinia Izjaslav II      | Izjaslavič di Volinia Izjaslav II |  |  |  |  | Rostislavič di Smolensk Rostislav I | Rostislavič di Smolensk Rostislav I | Rostislavič di Smolensk Rostislav I | Rostislavič di Smolensk Rostislav I | Rostislavič di Smolensk Rostislav I | Rostislavič di Smolensk Rostislav I |  |  | Vladimiro III                   | Vladimiro III                   | Vladimiro III                   | Vladimiro III                   | Vladimiro III                   | Vladimiro III                   |  |  | Andrea Bogoljubskij | Andrea Bogoljubskij | Andrea Bogoljubskij | Andrea Bogoljubskij | Andrea Bogoljubskij | Andrea Bogoljubskij |  |  | Gleb                                 | Gleb                                 | Gleb                                 | Gleb                                 | Gleb                                 | Gleb                                 |  |  | Michele | Michele | Michele | Michele | Michele | Michele |  |  |  |  |  |  |  |  |  |  |  |  |  |  |  |  |  |  |  |  |  |  |  |  |  |  |  |  |  |  |  |  |  |  |  |  |  |  |  |  |
|                |                |                |                |                |                |  |  |                                         |                                         |                                         |                                         |                                         |                                         |               |               |                    |                    |                    |                    | Mstislav II                       |                                   |                                   |                                   |                                        |                                   |  |  |  |  |                                     |                                     |                                     |                                     |                                     |                                     |  |  |                                 |                                 |                                 |                                 |                                 |                                 |  |  |                     |                     |                     |                     |                     |                     |  |  |                                      |                                      |                                      |                                      |                                      |                                      |  |  |         |         |         |         |         |         |  |  |  |  |  |  |  |  |  |  |  |  |  |  |  |  |  |  |  |  |  |  |  |  |  |  |  |  |  |  |  |  |  |  |  |  |  |  |  |  |

## Rilevanza storica

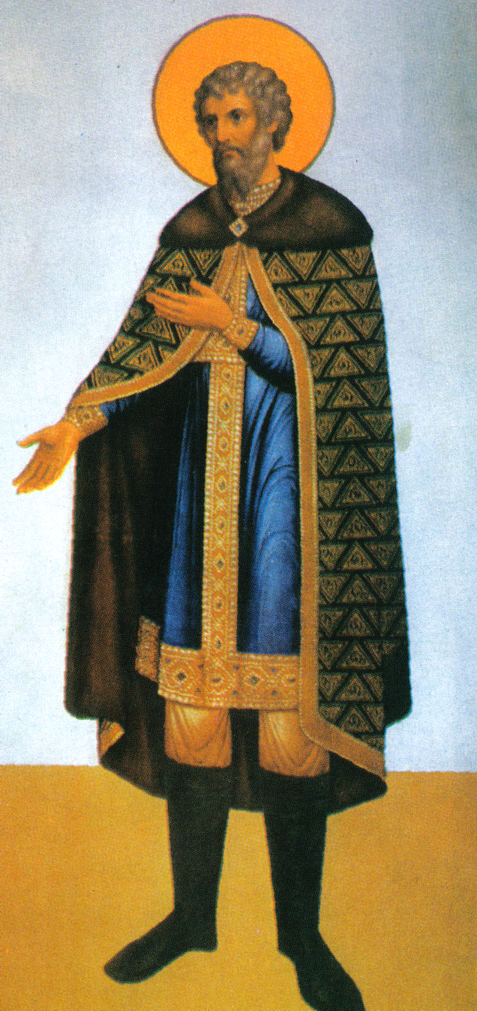
Ritratto di Jaroslav il Saggio custodito nel Palazzo delle Faccette di Mosca, Russia

Da Jaroslav in poi si assiste ad una progressiva decadenza della Rus' di Kiev. Alla sua morte, a metà dell'XI secolo, la Rus' si presentava ancora come uno Stato unitario, o almeno divisa solo in due parti, la Rus' di Kiev e la Rus' di Novgorod. Il gran principe governava l'intero territorio e ogni principe era a capo di una città e del suo contado.
Il gran principe doveva garantire la sicurezza militare contro i popoli della steppa e i commerci, soprattutto con l'Impero bizantino. Anche i principi, pur sottomessi al gran principe, al quale giuravano fedeltà, avevano compiti simili, difensivi e commerciali. Dal punto di vista militare le città fornivano uomini sia per l'esercito del gran principe, sia per difendere la loro stessa città. Dal punto di vista commerciale, le città curavano i loro traffici, garantendo una parte dei guadagni al gran principe (la metà dei guadagni dei commerci con Costantinopoli, un terzo dei guadagni dei commerci tra le città stesse). Il rischio di un frazionamento della Rus' di Kiev, in tutta la sua storia, restò sempre molto elevato: sia per la fortissima rivalità commerciale, sia per i problemi dinastici.
Quando morì Jaroslav, il gran principato sarebbe dovuto passare al primogenito, secondo il diritto consuetudinario non codificato, mentre la città più importante doveva passare da questo al suo figlio primogenito.
Jaroslav lasciò cinque figli che avrebbero potuto giocare un ruolo nella successione. Egli sapeva bene che il rischio di una guerra civile era molto alto. In un primo tempo egli pensò addirittura di lasciare l'intero territorio al figlio primogenito, escludendo tutti gli altri. Probabilmente, in un secondo tempo, consigliato dai monaci, pensò di dividere tutto il territorio in cinque parti uguali ed autonome. Ma anche in questo caso i monaci (soprattutto quelli delle Grotte di Kiev) lo misero in guardia dalo spezzettare e indebolire un grande Stato.
Allora Jaroslav decise di considerare tutto il territorio "dominio comune": il gran principe di Kiev avrebbe dominato anche su Novgorod. Dopodiché, Jaroslav escluse dalla successione i figli, e lasciò tutte le città meno importanti ai suoi fratelli minori, e il gran principato al suo fratello più vicino per età. A differenza del precedente sistema di successione, nella Russkaja Pravda le città non erano assegnate a vita, non erano più considerate proprietà personali dei principi. L'intento di Jaroslav era quello di non legare troppo un principe a una terra e a una družina. Alla morte del gran principe, tutti i suoi fratelli minori avrebbero dovuto "scalare" nella graduatoria delle città, passando a una città più importante, e lasciando l'ultima città al figlio primogenito del gran principe defunto.
Questo sistema non funzionò fin dall'inizio. Le lotte fratricide si spostarono tra zii e nipoti (ovviamente il primogenito del gran principe non era entusiasta di andare all'ultimo posto!). Inoltre, molte volte i principi non volevano spostarsi tra le diverse città. Inoltre, si creava un grave problema a proposito dei figli del gran principe: in linea teorica, il primogenito andava nella città di minore importanza, ma gli altri dove dovevano andare? Oltretutto, non potevano assolutamente rimanere a Kiev, onde evitare che si formassero una loro družina e facessero guerra al loro zio divenuto gran principe. Per indennizzarli, allora, si decide di dare loro altre città più periferiche (quelle all'estremo est della Rus'). Per di più, tra queste città di bassa importanza non esisteva una vera gerarchia, e quindi era facile che scoppiassero guerre civili tra fratelli che, per esempio, miravano almeno alle città più meridionali per potere commerciare con l'impero bizantino. Ai figli di seconde e terze nozze, poi, venivano date città di importanza ancora minore. Le guerre civili, tra zii e nipoti e tra fratellastri, scoppiarono ben presto, e si aprì una fase di forte instabilità politica almeno fino all'avvento al trono di Vladimir II di Kiev nel 1113.